# Dito Tsintsadze
Dito Tsintadze (2 marzo 1957) è un regista e sceneggiatore georgiano.
Dirige film dal 1988. Il suo film Lost Killers è stato proiettato nella sezione Un Certain Regard al Festival di Cannes del 2000. Nel 2007 è stato membro della giuria del 29º Festival cinematografico internazionale di Mosca del 2007. Dal 1996 vive e lavora a Berlino.

## Biografia
Dal 1975 al 1981 ha studiato regia cinematografica presso la Shota Rustaveli Theatre and Film University con Eldar Shengelaia e Otar Ioseliani. Fino al 1989 ha lavorato come assistente alla regia nello studio cinematografico Kartuli Pilmi. Nel 1990 ha realizzato il suo primo lungometraggio Guests, poi ha lavorato per la società di produzione cinematografica privata Shvidkatsa. Nel 1993 per il film Zgvardze, che ha trattato la guerra civile in Georgia, riceve il Pardo d'argento al Festival di Locarno e l'Aquila d'oro all'International Black Sea Nations Film Festival di Tbilisi.
Tra il 1993 e il 1996 Tsintsadze ha lavorato per una produzione cinematografica italiana. Nel 1996 ha ottenuto una borsa di studio cinematografica "Nipkow" a Berlino, poi ha vissuto con la sua famiglia in Georgia e in Germania. Queste esperienze personali hanno influenzato la trama di Lost Killers (2000), un film su cinque migranti che trascorrono la loro vita in un quartiere a luci rosse di Mannheim. Ha ricevuto un premio speciale della giuria, il Silver Alexander al Thessaloniki Film Festival e il premio principale al Cottbus Film Festival. Per il film Schussangst, storia di un giovane innamorato che perde la presa sulla realtà fino a compiere un omicidio, nel 2003 è stato premiato al Festival internazionale del cinema di San Sebastián in Spagna con la Concha de Oro e al Tbilisi International Film Festival con il Golden Prometheus.
Da allora vive interamente a Berlino. Nel 2005 Dito Tsinstadze ha scritto insieme allo scrittore e regista georgiano Zaza Rusadze la sceneggiatura del film The Man from the Embassy e lo ha diretto in Georgia. The Man from the Embassy ritrae il collegamento di un funzionario dell'ambasciata tedesca con un locale. L'attore protagonista Burghart Klaußner è stato premiato come miglior attore maschile con il Pardo d'oro al Festival di Locarno. Dito Tsintsadze e Zaza Rusadze hanno vinto al Festival internazionale del cinema di Mar del Plata il Silver Astor Award per la migliore sceneggiatura. L'Associazione dei critici cinematografici argentini ha recensito The Man from the Embassy come il miglior film del festival. Nel 2007 ha girato il film TV Reverse in Georgia. Nel 2008 il suo lungometraggio Mediator è stato selezionato come voce georgiana ufficiale per la nomination come miglior film in lingua straniera agli Academy Awards 2009.
Nel 2011 Dito Tsintsadze ha consegnato il CineMerit Award al Munich International Film Festival al suo ex mentore Otar Ioseliani.

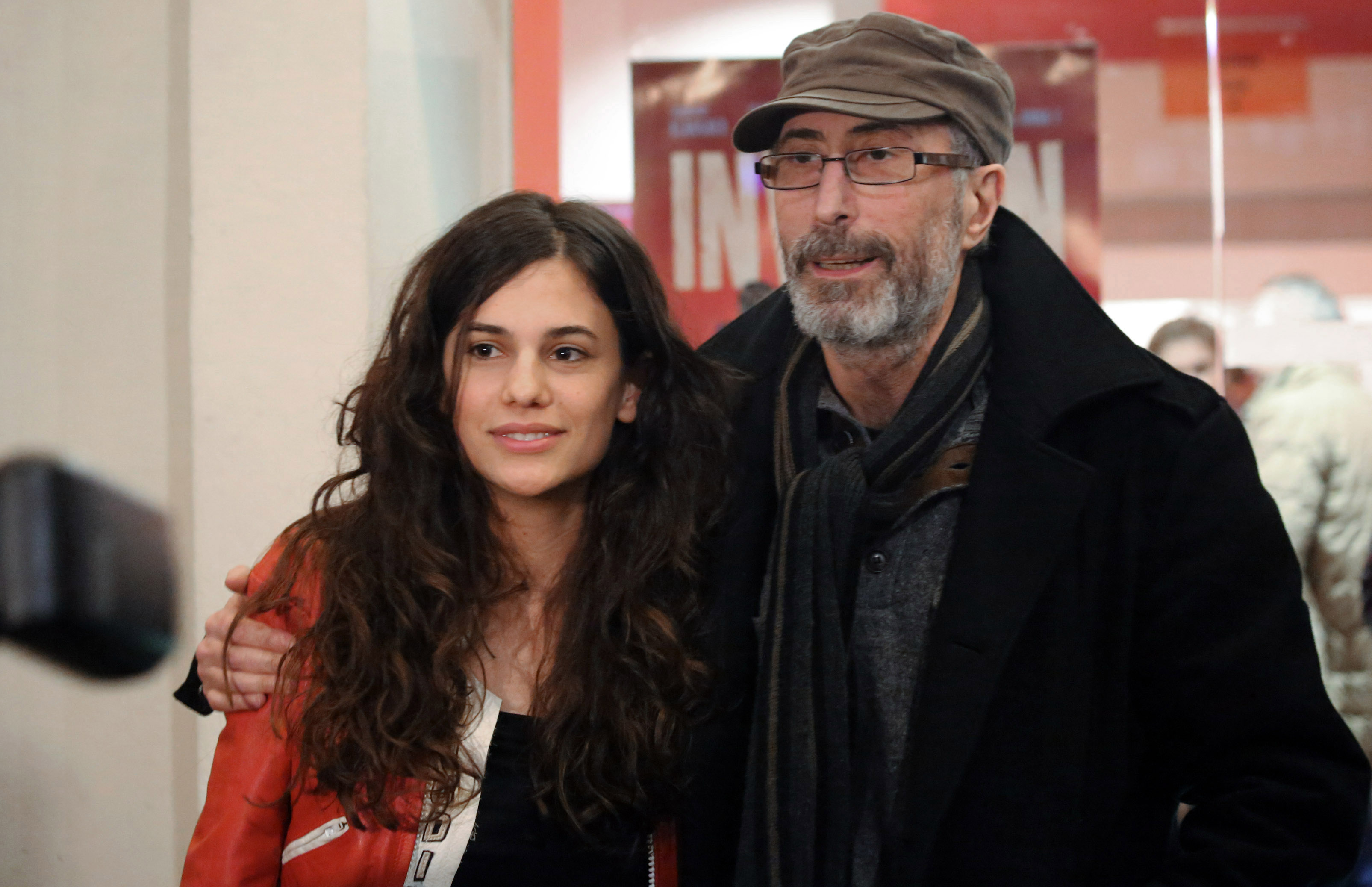
Dito Tsintsadze con la cantante Anna F. alla prima di Invasion a Vienna, in Austria, nel 2013

Il suo film Invasion è uscito nelle sale cinematografiche tedesche nel 2012. Lo stesso anno Invasion ha vinto lo Special Grand Prix della giuria del Montreal World Film Festival.
Nel 2015 il film di Tsintsadze God of Happiness ha vinto il primo premio del Biberach Film Festival - il Castoro d'oro. Nel 2016 è stato membro della giuria del Sofia International Film Festival.
Il film Shindisi è stato proiettato allo Shanghai International Film Festival del 2019. È stato selezionato come proposta georgiana per il miglior lungometraggio internazionale per i premi Oscar del 2020. Ha vinto il Grand Prix al 35º Festival internazionale del cinema di Varsavia nel 2019, dove Tsintsadze ha vinto anche nella categoria Miglior regista.
Tra marzo e aprile 2023 ha partecipato al Bari International Film Festival con il film Roxy.

### Vita privata
Tsintsadze è sposato con l'attrice Marika Giorgiobiani. Hanno un figlio, Nicolos Tsintsadze. Da un precedente matrimonio, ha una figlia, Nutsa Tsintsadze.

## Filmografia
- The Drawn Circle (1988)
- Guests (1990)
- The Return (1990)
- House (1991)
- Zgvarze (1993)
- Lost Killers (2000)
- An Erotic Tale (2002)
- Schussangst (2003)
- The Man from the Embassy (2006)
- Reverse (film TV) (2006)
- Mediator (2008)
- Invasion (2012)
- God of Happiness (2015)
- Shindisi (2019)
- Roxy (2022)